# Фыры дзуар
Фыры дзуар (осет. Фыры дзуар — букв. «святой баран») или Налы дзуар (Нæлы дзуар — «мужское святилище») — в осетинской мифологии являются покровителями жителей сел Фаснал и Даргавс, Осетия. Эти божества представлены в осетинской мифологии в образе барана. Жители села Фаснал называли этого покровителя Налы дзуар, а в Даргавс — Фыры дзуар.

## Мифология
Налы дзуар почитался жителями селения Фаснал Дигорского ущелья в облике барана. К нему обращались молодые женщины и девушки с просьбой о даровании им детей, а также женщины, рожавшие одних девочек и просившие мальчиков. Налы дзуар имел своё отдельное святилище, на котором приносили жертву в виде трёх пирогов и пива.
Исследователи сближают образ Налы дзуара с другим божеством — «Фыры дзуар», который почитался в селении Даргавс Даргавского ущелья.

## Источник
- А. Б. Дзадзиев и др. Этнография и мифология осетин, Владикавказ, 1994 г., ISBN 5-7534-0537-1